# Access Virus

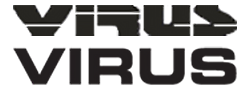
Boven het logo van 1997-2004,
onder het logo vanaf 2004.

De Access Virus is een serie virtueel analoge synthesizers ontworpen en gefabriceerd door de Duitse firma Access Music. De synthesizers zijn wereldwijd door diverse artiesten gebruikt in met name dance, house en techno-muziek.
De Virus-serie is wereldwijd bekend geworden en wordt gebruikt in talloze producties van artiesten zoals Depeche Mode, The Prodigy, Sasha, Hans Zimmer, The Neptunes, Linkin Park en Dr. Dre. De Virus is ook gebruikt in de muziek van onder meer DJ Sammy, Snap!, Nine Inch Nails, Owl City, Thomas Dolby, Jean Michel Jarre, Radiohead, Stevie Wonder, Michael Jackson en Klaus Badelt. In Nederland is de Virus gebruikt door Armin van Buuren, Hardwell en Ron van den Beuken.

## Technische details
De Virus gebruikt diverse synthesetechnieken, inclusief subtractieve, fasevervorming, FM-synthese, en vanaf de TI-serie ook wavetable-synthese.
Alle van deze Viruses zijn virtueel analoge synthesizers die door middel van digitale signaalverwerking worden aangestuurd. Ze hebben een analoog klinkende oscillator die continu van een zuivere sinus naar een blokgolf gestemd kan worden. Oscillatorgolfvormen kunnen gemoduleerd worden op een aantal manieren: ringmodulatie, fasevervorming of frequentiemodulatie. De Virus heeft een Matrix Modulatiespecificatie.
Met de TI-serie werden twee nieuwe modellen geïntroduceerd: hypersaw en wavetable. De filtersectie is programmeerbaar met twee onafhankelijke resonantiefilters. Deze kunnen gecombineerd worden op verschillende manieren. De Matrix Modulatiespecificatie zorgt voor complexe en gedetailleerde klanken. De Virus heeft een filterverzadigingsniveau, evenals verschillende types digitale en analoge vervorming.

## Serievergelijking
De Virus heeft drie grote hardwarerevisies gehad sinds het originele Virus A-model. Ook zijn er talrijke grote en kleine functies toegevoegd via firmwareupdates van het besturingssysteem. De geluidsbron van de Virus is grotendeels dezelfde gebleven sinds tot en met de Virus C. Ze maken gebruik van een enkele Motorola DSP-chip en de klank is nogal onderscheidend tussen deze modellen. Het grootste effect van software-optimalisatie wordt gezien met de toevoeging van een derde oscillator in het menu van de B-serie.
Een nieuwere versie van de Virus, de TI-serie, gebruikt twee DSP-chips en is de grootste technische verbetering van de Virus-serie sinds de introductie. De Virus TI-serie maakt het mogelijk voor een brede nabootsing van oude en nieuwe synthesizers. Het is een digitale synthesizer, maar kan het karakteristieke geluid en gedrag van analoge synthesizers goed nabootsen, terwijl het digitale aspect behouden blijft. Wavetable-synthese is alleen aanwezig op enkele andere synthesizers zoals de PPG Wave-serie en Waldorf-machines.
Wat de Virus Virtueel-Analoogmodule van andere analoge synthesizers onderscheid in zijn prijsklasse, is het twin-multimode-filterontwerp en uitgebreide modulatiematrix. Vanaf de Virus B OS4-update heeft deze drie oscillators per stem, en een sub-oscillator per stem, gekregen. De analoog-gemodelleerde oscillators tussen de Virus A en TI zijn identiek, met als enige verschil het aantal stemmen beschikbaar, evenals de extra hypersaw-oscillator en digitale wavetable-oscillators op de Virus TI. Daarnaast hebben de ruwe Virus-oscillators veel minder hoogfrequente inhoud in hun klank dan de oscillators in andere subtractieve virtueel analoge synthesizers, zoals de Clavia Nord Lead en de Roland JP-8000. Dit verklaart de kenmerkende donkere kleurtoon van de Virus.

## Modellen

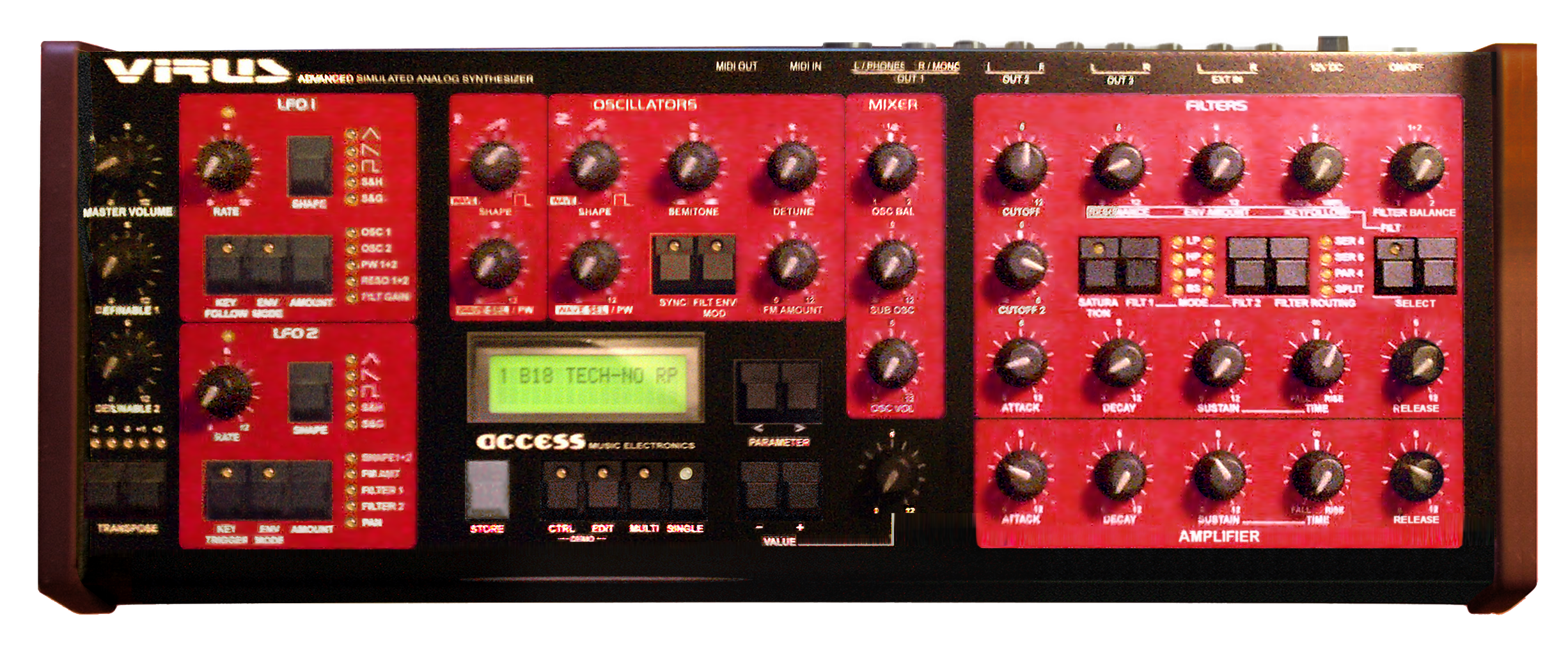
Virus A
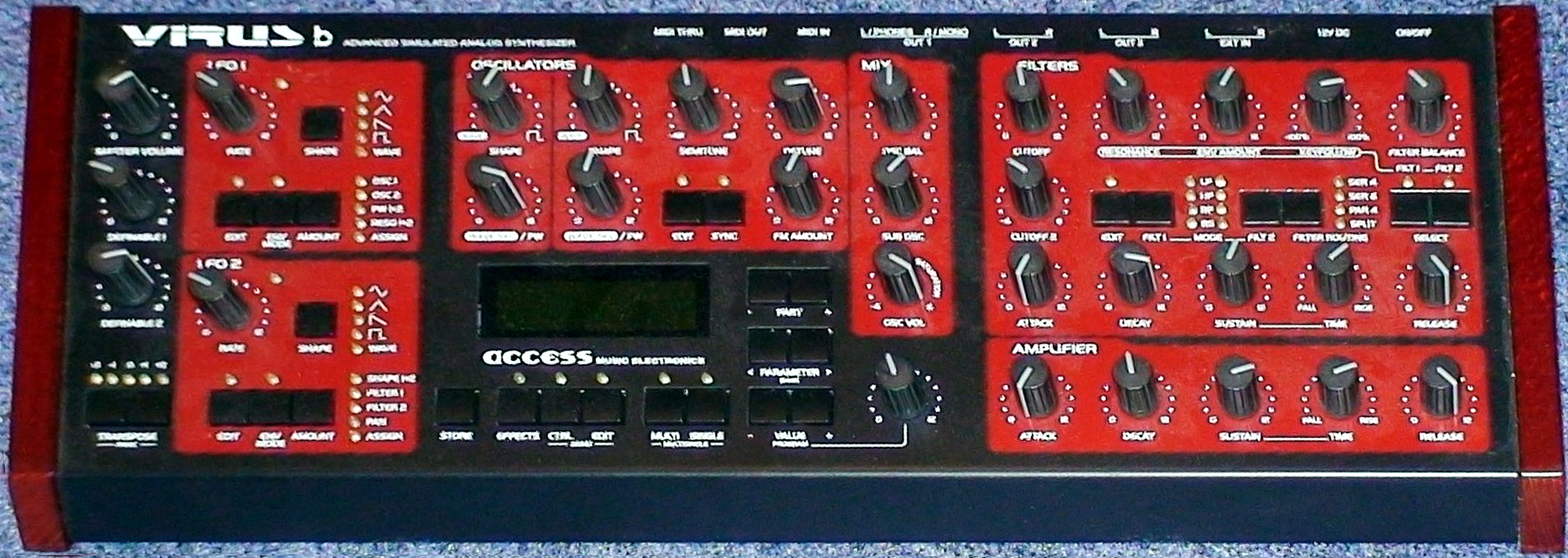
Virus B
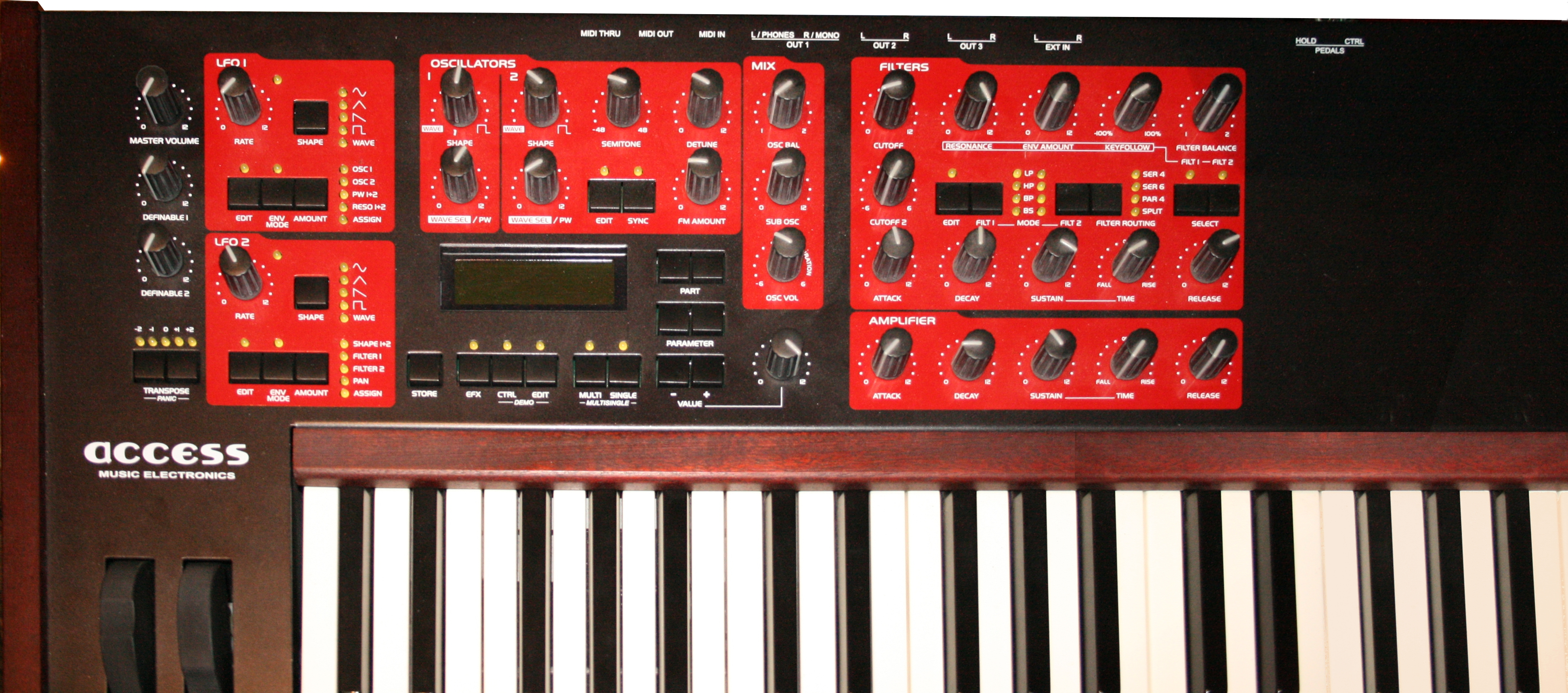
Virus KB
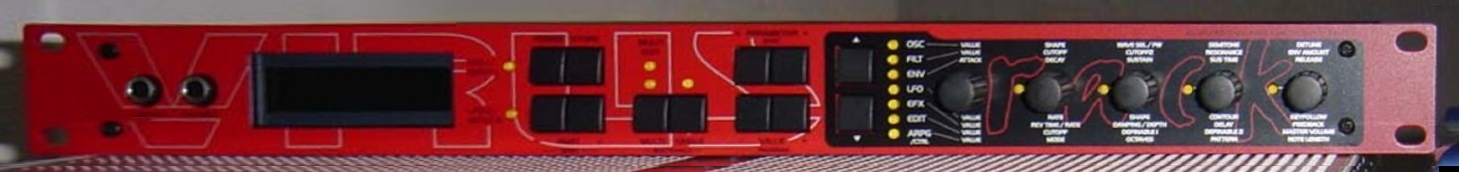
Virus Rack
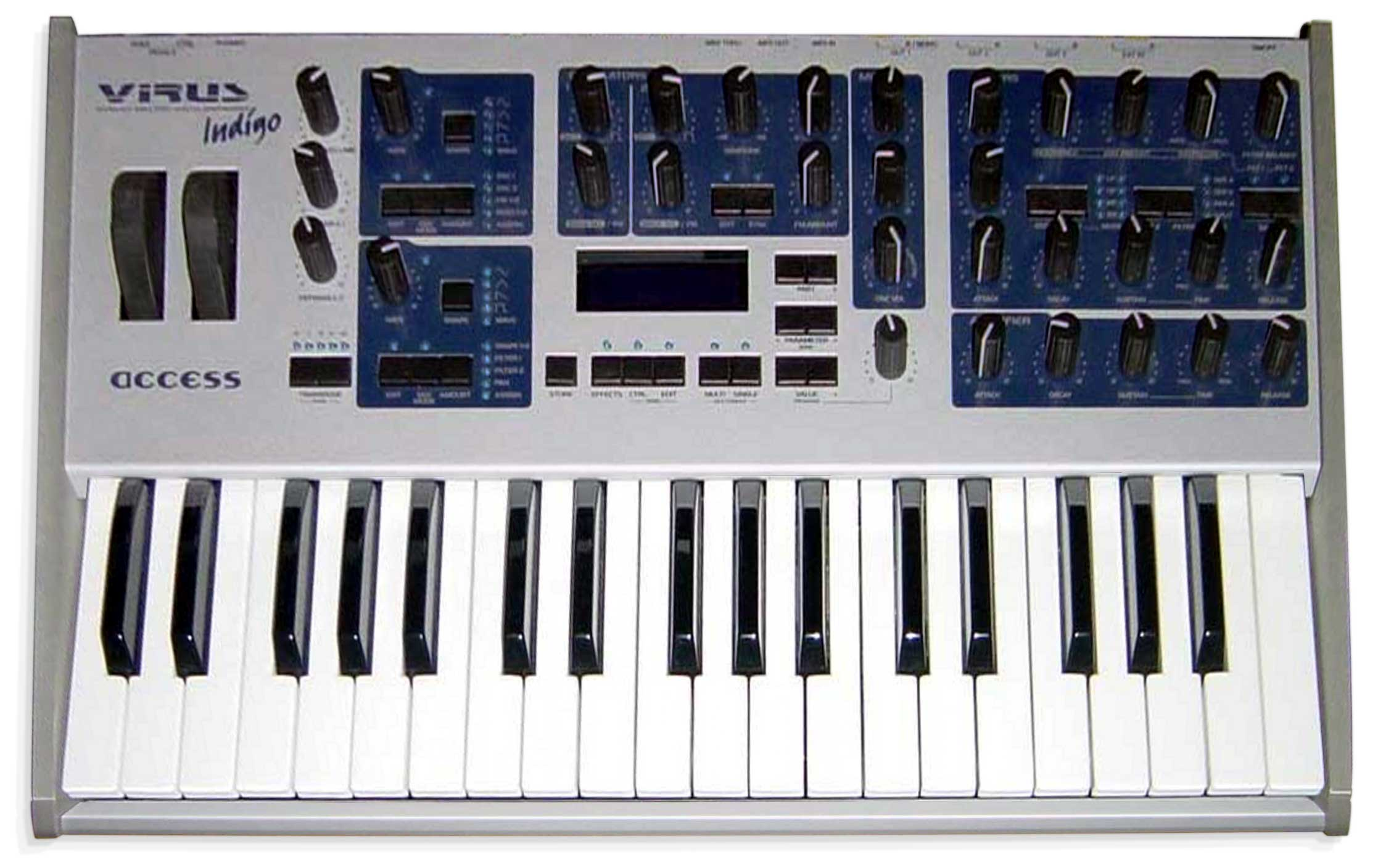
Virus Indigo
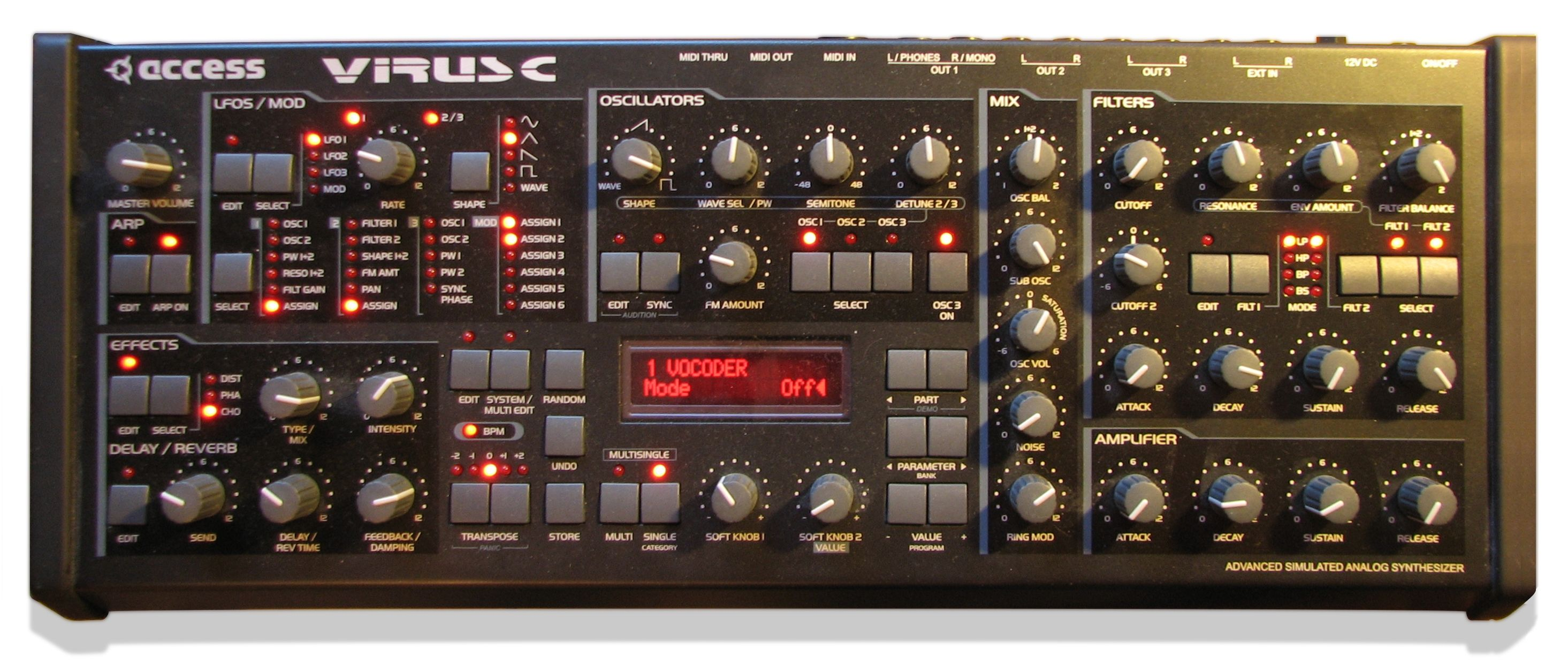
Virus C
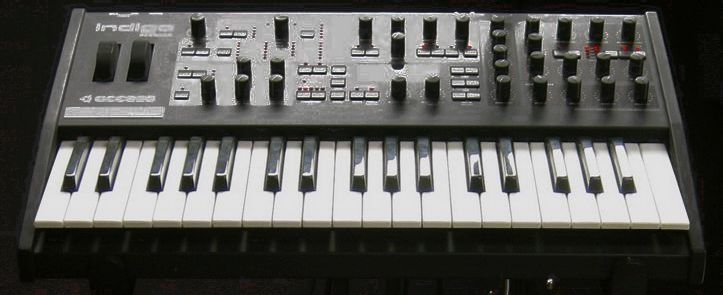
Virus Indigo 2
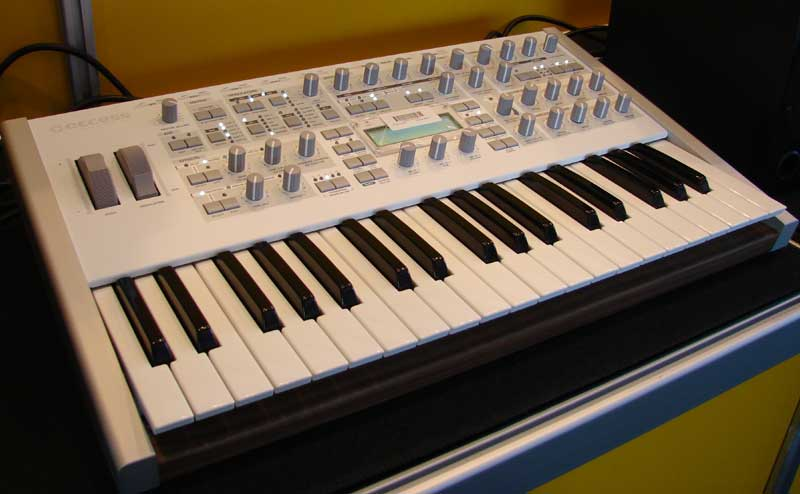
Virus TI
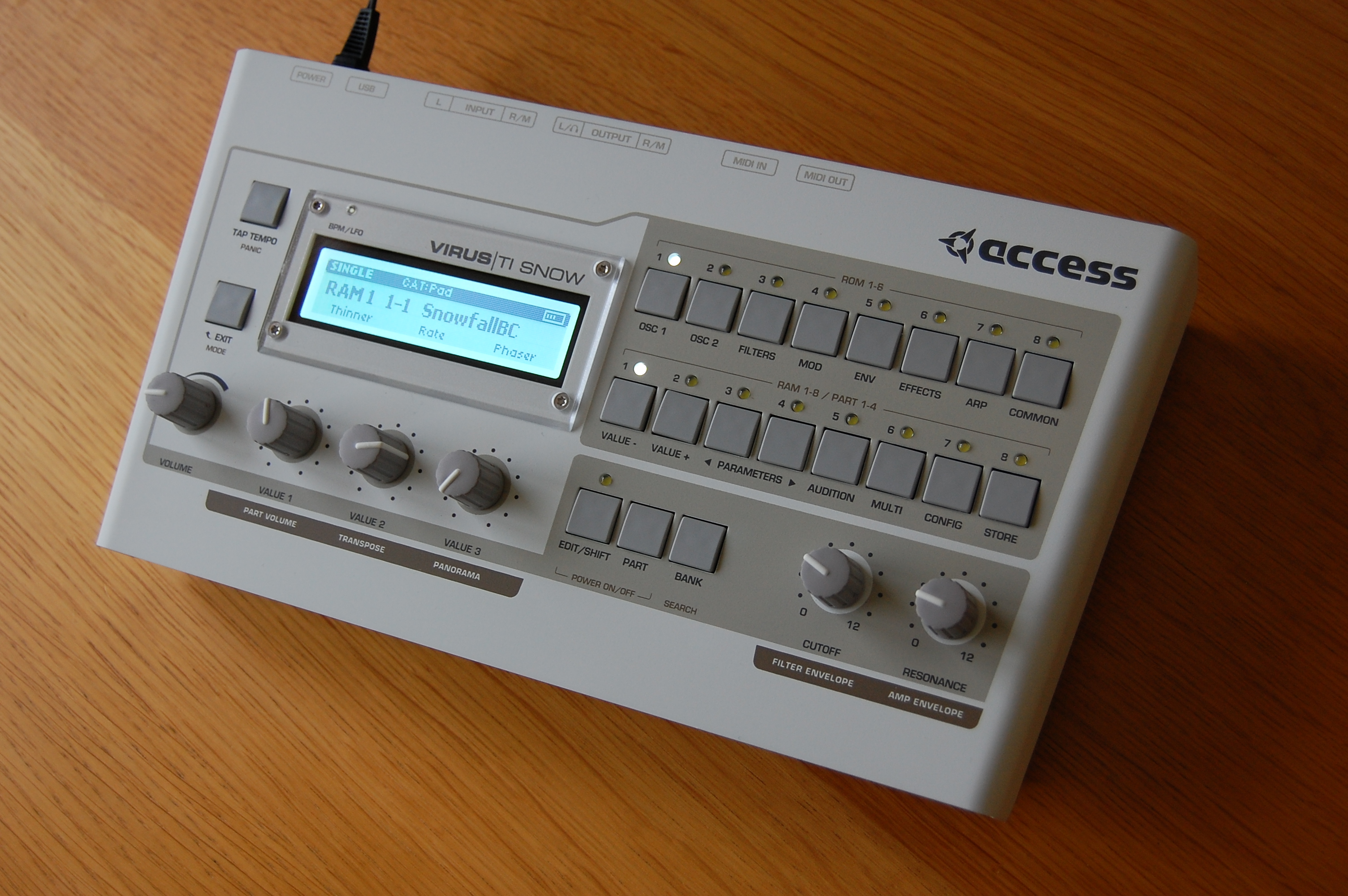
Virus TI Snow
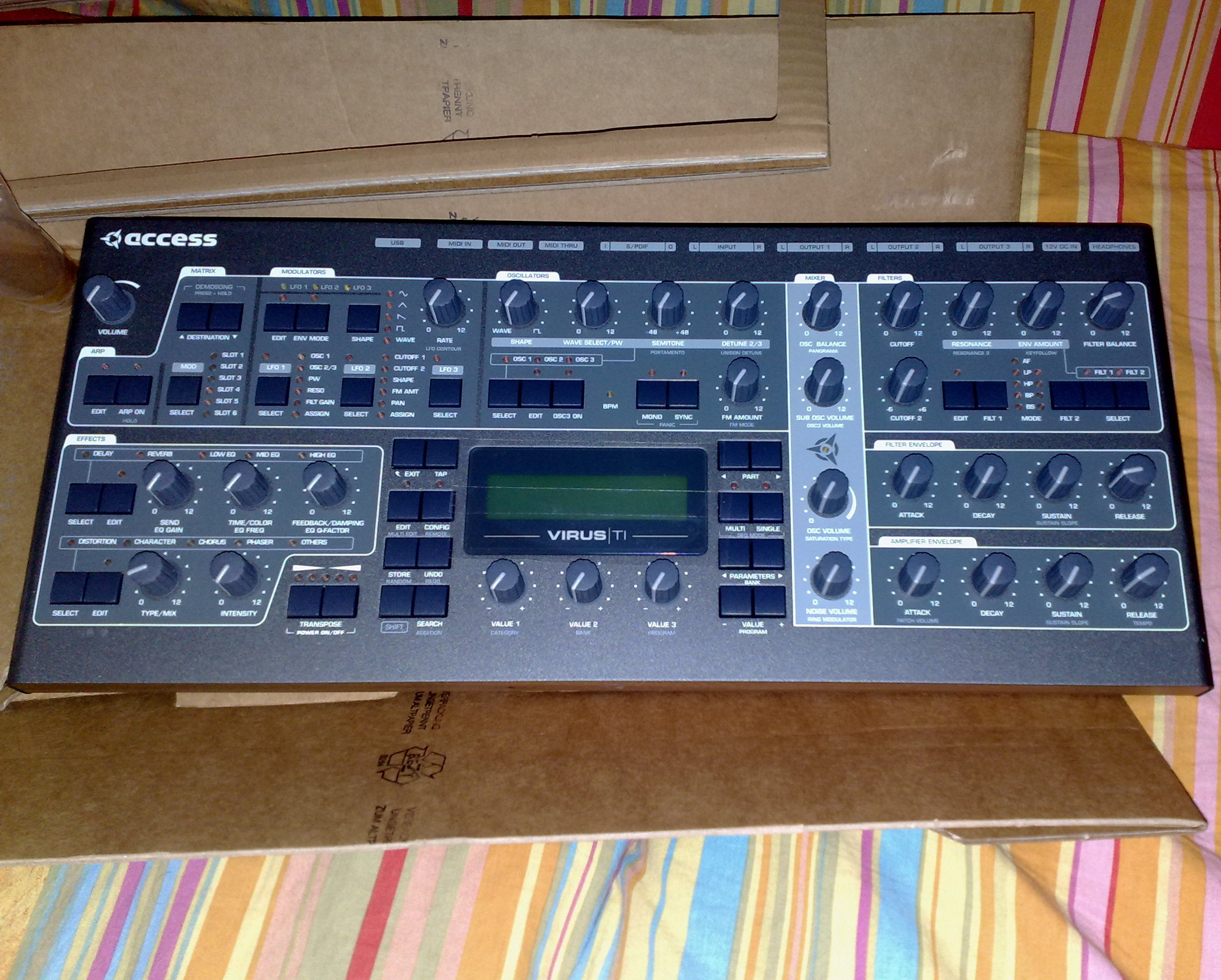
Virus TI2 Desktop

Er zijn vanaf de introductie van de Virus verschillende uitvoeringen op de markt gebracht. De Virus werd uitgevoerd als:
- keyboardversie, met een klavier
- rackversie of soundmodule-variant, kan worden ingebouwd in een 19 inchrek
- desktopmodel, met meer knoppen dan de rackversie, geschikt voor gebruik op een bureau, maar kan met rack-oren ook worden ingebouwd.

### Hardwaresynthesizers
| Jaar | Model         | Uitvoeringen                                               |
| ---- | ------------- | ---------------------------------------------------------- |
| 1997 | Virus A       | Desktop, Keyboard                                          |
| 1999 | Virus B       | Desktop, Virus Indigo, Virus KB, Virus Rack, Virus Classic |
| 2001 | Virus C       | Desktop, Virus Indigo 2, Virus KC, Virus Rack XL           |
| 2005 | Virus TI      | Polar, Keyboard                                            |
| 2008 | Virus TI Snow | Desktop                                                    |
| 2009 | Virus TI 2    | Desktop, Polar, Keyboard                                   |

### Softwareplugins
| Jaar | Naam      | Specificatie               |
| ---- | --------- | -------------------------- |
| 2002 | Virus TDM | voor Pro Tools             |
| 2003 | Virus VST | voor de TC PowerCore-serie |

## Geschiedenis
Access Music werd in 1996 opgericht door Christopher Kemper en Guido Kirsch als Access Music Electronics GmbH. Het hoofdkantoor werd gevestigd in de plaats Recklinghausen. Later werd het bedrijf hernoemd naar Access Music Electronics.
Kemper was student elektrotechniek aan de Ruhr Universiteit in Bochum toen hij zijn eerste synthesizer ontwikkelde. Samen met Kirsch, de directeur van Access Midi Tools, begonnen ze met de ontwikkeling en verkoop van zelfgebouwde synthesizers.
De eerste synthesizer was de Virus A, een 12-stemmige virtueel analoge synthesizer die in 1997 op de Frankfurt Musikmesse werd geïntroduceerd. Een jaar later werd de Virus A gepresenteerd tijdens de NAMM Show in Los Angeles. In het eerste jaar werden slechts 300 synthesizers verkocht. In 2003 steeg dit aantal naar 4.200 stuks.
Access profiteerde van de populaire dance, techno en housemuziek in de late jaren 1990 en vond gretig aftrek bij muzikanten die het instrument gebruikten voor electro, techno en trance. Het geluid is te horen op talloze producties van eind jaren 90 tot eind jaren nul van de 21e eeuw.

### Virus TI
In november 2005 werd de Virus TI geïntroduceerd, in de uitvoeringen Virus TI Keyboard en Virus TI Polar. De TI-serie (Total Integration) kwam met software die het aansturen en automatiseren van alle parameters van de synthesizer eenvoudig moest maken via een USB-verbinding. Dit type aansturing was in die tijd nog niet eerder vertoond.
Een kleiner tafelmodel, de Virus TI Snow, kwam in februari 2008 op de markt. Een revisie van de TI-serie, genaamd TI2, kwam uit in maart 2009. De TI2-serie heeft snellere digitale signaalverwerking (DSP), meer polyfonie en effecten, en een licht gewijzigd ontwerp.
Oprichter van het bedrijf Christopher Kemper ging zich vanaf 2011 ook richten op de Profiler, een emulator voor het nabootsen van beroemde gitaarversterkers.
Tot 2023 werden nog vier uitvoeringen van de Virus TI geproduceerd, de TI2 Desktop, TI Snow, TI2 Darkstar en TI2 Polar.

### Einde productie
Inmiddels had Access Music sinds 2009 geen nieuwe Virus-modellen meer ontwikkeld. Ook werd de software vanaf 2019 al niet meer ondersteund. Kemper gaf tijdens een interview in 2018 aan dat zijn bedrijf niet over de personeelscapaciteit beschikte om tegelijkertijd Kemper-versterkers en Access-synthesizers te ontwikkelen.
In 2024 beëindigde Access Music de productie van de Virus TI2. Hiermee eindigde tevens de productie van de synthesizer-reeks.